# Ивановский государственный университет
Ивановский государственный университет (ИвГУ) — высшее учебное заведение в городе Иваново, Ивановская область.

## Девиз университета
Девиз ИвГУ: «Pro patriae beneficio», что в переводе с латыни означает «На благо Отечества».

## История
Образован 21 декабря 1918 года как Иваново-Вознесенский институт народного образования. 12 июля 1923 года преобразован в педагогический техникум. 23 августа 1932 года на базе школьного отделения педтехникума вновь создан педагогический институт. С 1961 по 1973 год назывался Ивановский педагогический институт имени Д. А. Фурманова. 29 декабря 1973 года преобразован в государственный университет. Является старейшим и одним из крупнейших (по состоянию на март 2010 года в университете обучалось более 10 000 студентов) университетов в регионе.
Министерством образования и наук России подписан приказ о реорганизации Ивановского государственного университета и Шуйского государственного педагогического университета.
В 2012 году филиалом ИвГУ стал Шуйский педагогический университет.
В начале 2014 года открыт новый учебный корпус ИвГУ
В начале 2018 года открыт спорткомплекс ИвГУ

## Структура
- Институт математики, информационных технологий и естественных наук
- Институт гуманитарных наук
- Институт социально-экономических наук
- Институт профессионального развития
- Юридический факультет
- Филиал ИвГУ в г. Шуя
- Филиал ИвГУ в г. Дербент (закрыт с 22.07.2014)[2]
- Ботанический сад Ивановского государственного университета

## Научная деятельность
В 2011 году на базе Ивановского государственного университета создан Научно-исследовательский центр «Комплекс-Финанс» по комплексной автоматизации бизнеса под научным руководством ректора ИвГУ, профессора, д.э.н. Владимира Егорова. Целью создания центра является разработка и внедрение инновационных и практически-ориентированных научных достижений ИТ-сферы для решения прикладных задач хозяйственной деятельности предприятий. Практической площадкой НИЦ выступает ИТ-компания «Комплекс-Финанс».

## Ректоры
- 1918—1923: Сергей Николаевич Боголюбский
- 1973—2000: Владимир Николаевич Латышев
- 2000—2019: Владимир Николаевич Егоров
- 2019—2020: Светлана Александровна Сырбу
- 2020—н. в.: Алексей Александрович Малыгин

## Историческая память
На главном корпусе ИвГУ установлены мемориальные таблички в честь академика А. И. Мальцева и профессора П. В. Куприяновского.
Что касается самой улицы, то в 1840 году она именовалась Ильинской, чуть позднее, в 1860 — Мельничной. Продолжительность улицы — чуть более одного километра и находится она между проспектом Ленина и 1-м Северным переулком.